# 주시 (시각)

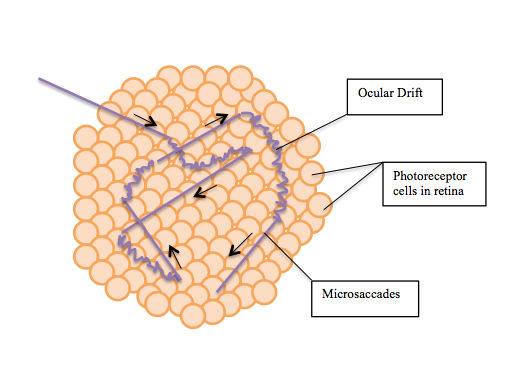
미세홱보기와 눈 이동(ocular drift)

주시(fixation, 고정, 집착) 또는 시각적 주시(visual fixation, 시각적 고정)는 시선을 한 위치에 유지하는 것이다. 동물은 눈의 해부학적 구조에 중심와가 있는 경우 시각적 고정을 보일 수 있다. 중심와는 일반적으로 망막의 중앙에 위치하며 가장 선명한 시야를 제공하는 지점이다. 지금까지 고정 눈 움직임이 검증된 종에는 인간, 영장류, 고양이, 토끼, 거북이, 도롱뇽, 올빼미가 있다. 규칙적인 눈 움직임은 홱보기와 시각적 고정 사이를 번갈아 가며, 주목할 만한 예외는 사냥감을 사냥하기 위해 발달한 것으로 보이는 다른 신경 기질(neural substrate)에 의해 제어되는 매끄러운 추적이다. "고정"(fixation)이라는 용어는 초점의 시간과 공간적 지점 또는 고정 행위를 나타내는 데 사용될 수 있다. 고정 행위에서 고정은 두 개의 주시 사이의 지점으로, 이 지점에서 눈은 비교적 고정되어 있고 거의 모든 시각적 입력이 발생한다. 망막 안정화라고 알려진 실험실 상태인 망막 흔들림(retinal jitter)이 없는 경우 지각은 빠르게 사라지는 경향이 있다. 가시성을 유지하기 위해 신경계는 고정 눈 움직임(fixational eye movement)이라는 절차를 수행하는데, 이는 뇌의 초기 시각 영역에 있는 신경 세포를 지속적으로 자극하여 일시적인 자극에 반응한다. 고정 눈 움직임에는 미세 주시, 눈 표류, 눈 미세 진전의 세 가지 범주가 있다. 진폭이 작을수록 범주 간 경계가 불분명해지고 특히 표류와 진전 간의 경계가 불분명해진다.

## 미세홱보기
미세홱보기, 미세신속운동, microsaccade

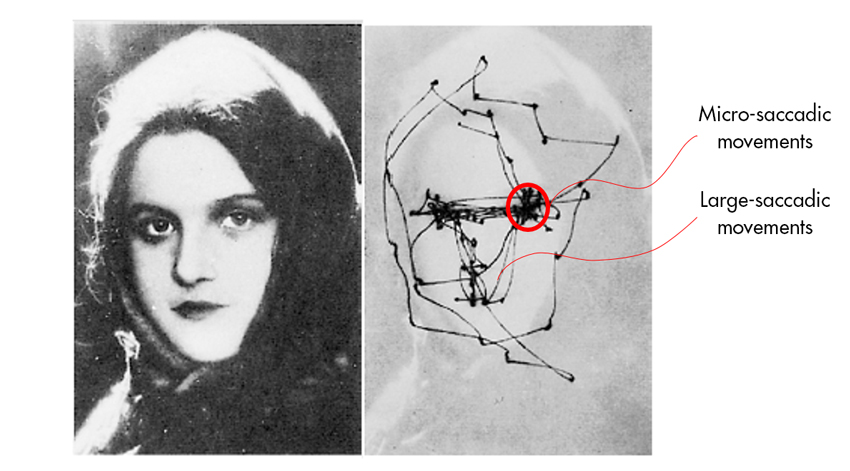
이 이미지의 선은 사람이 이 얼굴을 바라보는 동안 눈의 홱보기(saccade)와 미세홱보기(microsaccade)를 보여준다. 사람의 눈이 여성의 눈에 집중되어 있을 때 비자발적인 미세홱보기는 안정적이지 않지만, 자발적인 홱보기는 어느 지점에서든 얼굴 주변을 한 바퀴 돌았다.

## 눈 이동

브라운 운동

눈 이동, ocular drift

## 눈 미세떨림
눈 미세떨림, ocular microtremor

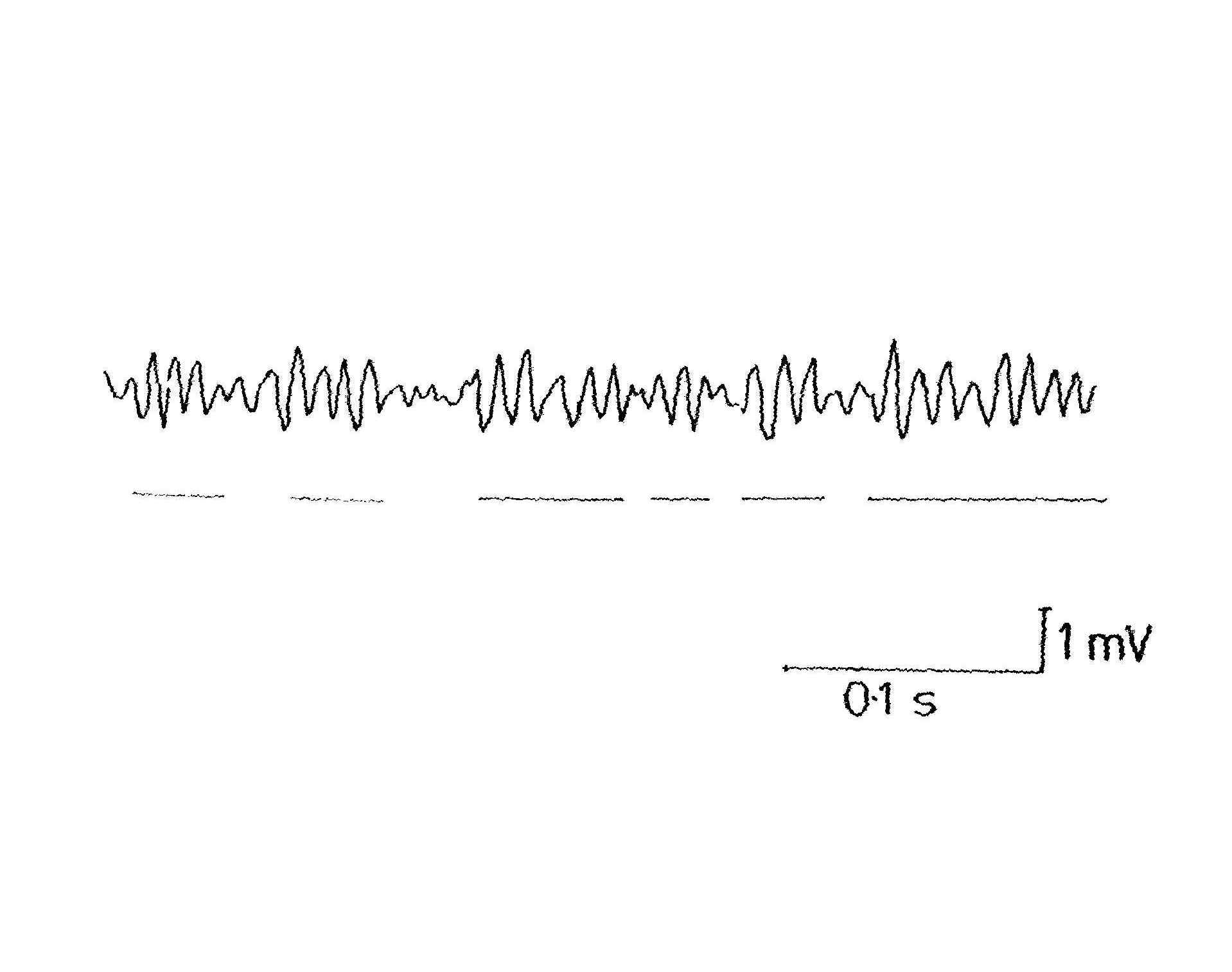
파열 부분에 밑줄이 그어진 눈의 미세 떨림 추적

## 같이 보기
- 주시 반사
- 렘수면
- 미세홱보기(microsaccade)
- 눈 떨림(ocular tremor)
- 큰 수컷 변이 가설
- 홱보기
- 안뜰눈 반사
- 안정화된 상